# Colonarie
Colonarie è una città nella parte orientale dell'isola di Saint Vincent a Saint Vincent e Grenadine. Sorge sulle rive del fiume Colonarie, cinque chilometri a sud di Georgetown.
Ralph Gonsalves, primo ministro di Saint Vincent e Grenadine dal 2001, e Susan Dougan, governatrice generale di Saint Vincent e Grenadine dal 2019, sono nati a Colonarie.